# Sturmia aurieventris
Sturmia aurieventris là một loài ruồi trong họ Tachinidae.